# 登戸 (川崎市)
登戸（のぼりと）は、神奈川県川崎市多摩区の地名（大字）。住居表示未実施区域。多摩区役所の所在地で、多摩区の中心となる地区である。

## 概要
町域内にある登戸駅は、小田急線とJR南武線の乗換駅となっており、南武線の川崎駅と立川駅の中間地点でもある。
1988年（昭和63年）より、登戸駅周辺では大規模な土地区画整理事業が開始され、2025年度（令和7年度）の概成時には、その際には町名（登戸1〜3丁目）および地番が変更される。

## 地理
新宿から約15kmに位置する。北東で多摩川を跨いで東京都狛江市元和泉・東和泉、南東で宿河原、南で東生田、西で枡形・生田、北西で中野島、北で和泉、及び北辺で楔形に食い込んだ登戸新町と接する。
地内に多摩川河川敷、多摩水道橋を有する。登戸駅を中心とする登戸地区と、向ヶ丘遊園駅（旧称：稲田登戸駅）を中心とする向ヶ丘遊園エリアに分かれる。多摩川梨の名産地である。

### 地価
住宅地の地価は、2025年（令和7年）1月1日の公示地価によれば、登戸字丁耕地1530番14の地点で37万7000円/m2、登戸字乙耕地347番3の地点で32万9000円/m2となっている。

## 歴史
現在は多摩川の南岸（右岸）に位置するが、寛政年間の頃までは下流側の宿河原とともに多摩川の北岸に位置していた。これはこの付近が多摩川の河川地形のうち、網状流河川の範囲に位置しており、流路の移動が激しいためである。
江戸時代は津久井道の宿場であったが、概して農村地帯であった。
1924年（大正13年）に川崎市が成立したが、現在の多摩区にあたる地域は橘樹郡のままであった。1927年（昭和2年）に小田急線と南武鉄道（現在のJR南武線）が開通し、登戸の発展が始まった。1938年（昭和13年）10月1日に橘樹郡稲田町が川崎市に編入され、川崎市登戸となった。
1949年（昭和24年）登戸壬耕地、癸耕地の各一部が登戸新町へ分離された。
1972年（昭和47年）に川崎市が政令指定都市へ移行し、川崎市多摩区登戸となった。
1990年（平成2年）に中野島地区の住居表示実施に伴い、登戸字甲耕地の一部を中野島2丁目、登戸字乙耕地の一部を中野島3丁目に編入した。

### 地名の由来
多摩丘陵への「のぼり口」にあたることに由来する、とする説が有力とされる。

## 世帯数と人口
2025年（令和7年）6月30日現在（川崎市発表）の世帯数と人口は以下の通りである。
| 大字 | 世帯数     | 人口     |
| ---- | ---------- | -------- |
| 登戸 | 15,965世帯 | 26,117人 |

### 人口の変遷
国勢調査による人口の推移。
| 年                 | 人口   |
| ------------------ | ------ |
| 1995年（平成7年）  | 18,820 |
| 2000年（平成12年） | 19,694 |
| 2005年（平成17年） | 21,246 |
| 2010年（平成22年） | 22,503 |
| 2015年（平成27年） | 22,676 |
| 2020年（令和2年）  | 24,202 |

### 世帯数の変遷
国勢調査による世帯数の推移。
| 年                 | 世帯数 |
| ------------------ | ------ |
| 1995年（平成7年）  | 9,899  |
| 2000年（平成12年） | 10,794 |
| 2005年（平成17年） | 12,059 |
| 2010年（平成22年） | 13,124 |
| 2015年（平成27年） | 13,417 |
| 2020年（令和2年）  | 14,138 |

## 学区
市立小・中学校に通う場合、学区は以下の通りとなる（2022年3月時点）。
| 番・番地等 | 小学校               | 中学校             |
| --- | -------------------- | ------------------ |
| 1～1992番、2001～2042番 2077～2101番、2108～2514番 2520～2571番、2581～2584番 2746番、3409～3426番 3439～3441番、3657番 3816～3820番                   | 川崎市立登戸小学校   | 川崎市立枡形中学校 |
| 1998番1号、2000番 2043～2076番、2102～2107番 2515～2519番、2572～2580番 2585～2745番、2747～3408番 3427～3438番、3442～3656番 3658～3815番、3821番以降 | 川崎市立宿河原小学校 | 川崎市立稲田中学校 |

## 事業所
2021年（令和3年）現在の経済センサス調査による事業所数と従業員数は以下の通りである。
| 大字 | 事業所数    | 従業員数 |
| ---- | ----------- | -------- |
| 登戸 | 1,122事業所 | 12,560人 |

### 事業者数の変遷
経済センサスによる事業所数の推移。
| 年                 | 事業者数 |
| ------------------ | -------- |
| 2016年（平成28年） | 1,201    |
| 2021年（令和3年）  | 1,122    |

### 従業員数の変遷
経済センサスによる従業員数の推移。
| 年                 | 従業員数 |
| ------------------ | -------- |
| 2016年（平成28年） | 13,180   |
| 2021年（令和3年）  | 12,560   |

## 交通

### 鉄道
- JR東日本

南武線 ： 登戸駅
- 小田急電鉄

小田原線 ： 登戸駅 - 向ヶ丘遊園駅

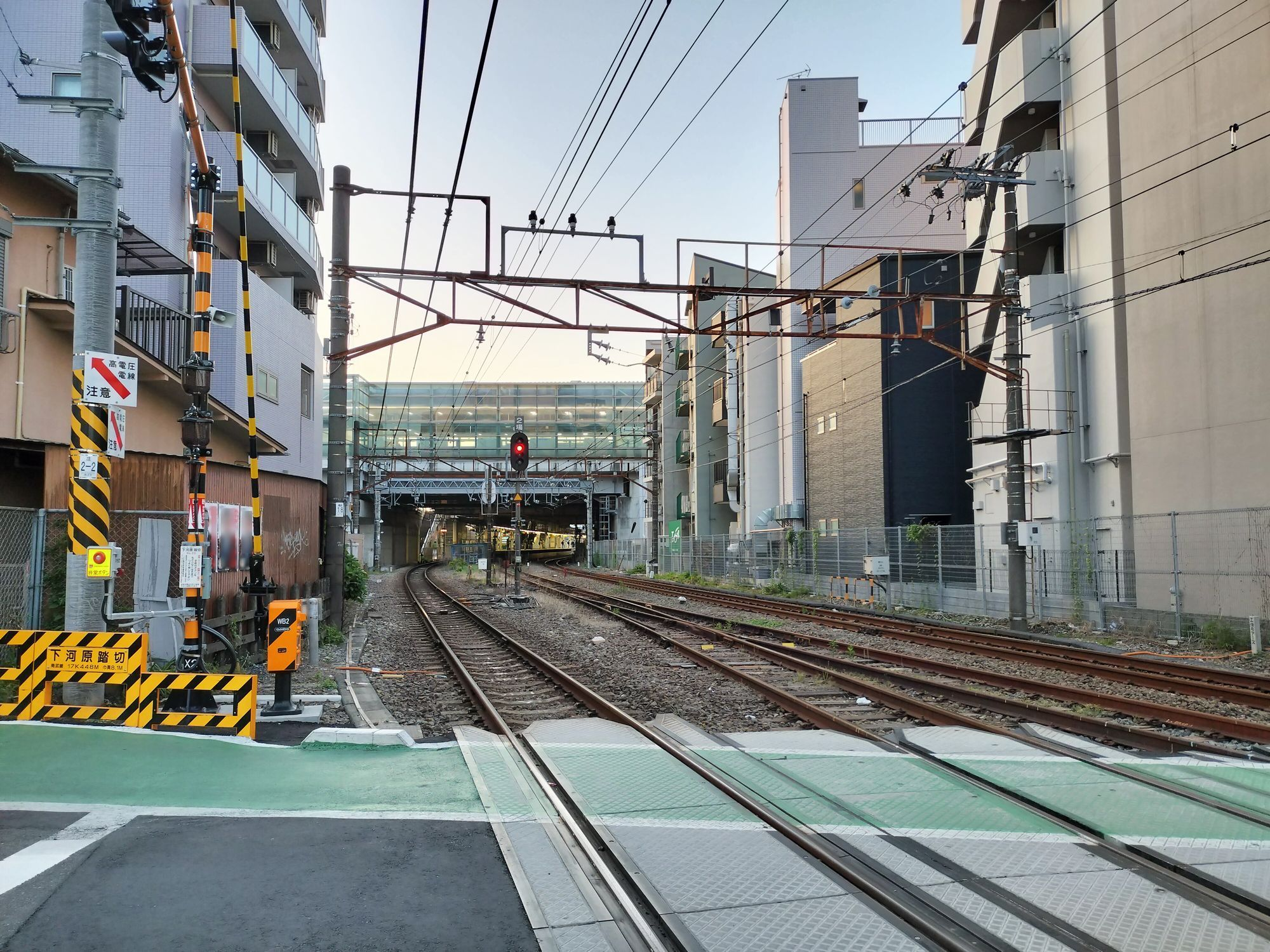
下河原踏切より登戸駅（下がJR、上が小田急）を見る。

### 道路
- 東京都道・神奈川県道3号世田谷町田線（津久井道、多摩水道橋交差点より都心側は世田谷通り）
- 神奈川県道・東京都道9号川崎府中線（府中街道）
- 川崎市主要地方道幸多摩線（多摩沿線道路）

## 施設
- 多摩区役所
- 登戸郵便局
- 川崎市立登戸小学校
- 小田急バス登戸営業所
- オーケー登戸店
- クロス向ヶ丘（旧ダイエー向ヶ丘店）- イオンフードスタイルやノジマなどが入居するショッピングセンター

## 飲食店
- マクドナルド登戸店
- 柏屋（日本料理）- 2019年に多摩川沿いに移転した。

## その他

### 日本郵便
- 郵便番号 : 214-0014[3]（集配局 : 登戸郵便局[24]）

### 警察
町内の警察の管轄区域は以下の通りである。
| 大字 | 番・番地等                                                                                               | 警察署     | 交番・駐在所       |
| ---- | --- | ---------- | ------------------ |
| 登戸 | 1～815、1060～1095、1098～1258、 1262～1633、1640～2177、2269～2297、 2462～2545、2578～3142、3852～3857 | 多摩警察署 | 向ヶ丘遊園駅前交番 |
| 登戸 | 816～1059、1096～1097、1259～1261、 2178～2268、2270～2295、2298～2461、 2546～2577、3143～3851          | 多摩警察署 | 登戸駅前交番       |

## 関連文献
- 斎藤長秋 編「巻之三 天璣之部 登戸宿」『江戸名所図会』 2巻、有朋堂書店〈有朋堂文庫〉、1927年、250-251頁。NDLJP:1174144/130。
- 「登戸村」『新編武蔵風土記稿』 巻ノ60橘樹郡ノ3、内務省地理局、1884年6月。NDLJP:763983/67。